# Viking: Battle for Asgard
Viking: Battle for Asgard (Vikingo: Batalla de Asgard) es un videojuego de aventura de acción/Hack and Slash, desarrollado por Creative Assembly y publicado por SEGA. Fue anunciado por SEGA Europa el 21 de agosto del 2005 y estrenado el 25 de marzo en Norteamérica y el 28 de marzo del 2008 en Europa. El juego se basa en la mitología nórdica, donde la guerra entre los dioses ha provocado nuevos conflictos en el reino de los mortales Midgard, donde el campeón de Freya, Skarin debe conducir a los vikingos en contra de las fuerzas de la diosa Hel.

## Historia
Una feroz lucha está teniendo lugar en Asgard, el reino de los Dioses Nórdicos. La batalla se ha intensificado y extendido al mundo mortal de Midgard y se debe encontrar un campeón que influya en esta guerra que amenaza el destino de Asgard y de los dioses.
La diosa Hel, hija de Loki (dios nórdico de las travesuras), ha sido desterrado del reino celestial de Asgard por desobedecer las reglas de Odín. Enojada por la suerte de su padre, Hel ahora tiene por objetivo liberar al dios-lobo Fenrir. La leyenda dice que traerá el Ragnarök. Con sus vikingos resucitados, Hel marcha hacia el reino de Midgard.
Freya, la diosa de la guerra, se le nombró la tarea de poner fin a Hel y defender el futuro de la humanidad. Y para ello elige a su campeón, Skarin, un gran pero problemático joven guerrero, ignorante de la verdadera razón de su favor con los dioses y la verdad de esa guerra.
Tras derrotar las hordas del inframundo y poner fin a Hel, Skarin pregunta por su lugar en el Valhala, pero Freya lo rechaza. Entonces, Skarin se siente traicionado y libera a Fenrir, iniciando así el Ragnarok. Una escena del juego afirma que aunque los dioses han sido destruidos y ahora los mortales toman sus propias decisiones la esencia de los dioses continúan allí.

## Modo de juego
El juego presenta un mundo, dividido en tres islas, donde el jugador puede moverse libremente. En ellas, el jugador tiene que ir en busca de guerreros vikingos, que han sido secuestrado por La Legión (el enemigo). Además debe liberar los suministros para la ciudad.
La liberación de suministro y guerreros vikingos, es para preparar las grandes batallas que presenta en el juego. En cada isla, presenta dos grandes batallas, donde se libera una gran ciudad o la isla. En ellas, el jugador puede seguir varias estrategia. Por ejemplo, matar a su chamán, que debilita su ejército, o ir a la lucha principal. También en ellas, se puede invocar dragones, para derribar ciertos objetivos.
El jugador presenta un número de combos para derrotar al enemigo, que puede ir aumentando a medida que avanza el juego. Además, también puedes rematar a los enemigos. Para ello se le indica un icono sobre la cabeza del enemigo.